# Вежхачево
Вежхачево (пол. Wierzchaczewo) — село в Польщі, у гміні Казьмеж Шамотульського повіту Великопольського воєводства.
Населення — 355 осіб (2011).
У 1975-1998 роках село належало до Познанського воєводства.

## Демографія
Демографічна структура станом на 31 березня 2011 року:
|          | Загалом | Допрацездатний вік | Працездатний вік | Постпрацездатний вік |
| -------- | ------- | ------------------ | ---------------- | -------------------- |
| Чоловіки | 165     | 36                 | 110              | 19                   |
| Жінки    | 190     | 36                 | 122              | 32                   |
| Разом    | 355     | 72                 | 232              | 51                   |